# Grant Ledyard
Grant Stuart Ledyard (* 19. November 1961 in Winnipeg, Manitoba) ist ein ehemaliger kanadischer Eishockeyspieler, -trainer und -funktionär, der während seiner aktiven Karriere zwischen 1979 und 2004 unter anderem 1111 Spiele für die New York Rangers, Los Angeles Kings, Washington Capitals, Buffalo Sabres, Dallas Stars, Vancouver Canucks, Boston Bruins, Ottawa Senators und Tampa Bay Lightning in der National Hockey League auf der Position des Verteidigers bestritten hat. Seine größten Karriereerfolge feierte Ledyard im Trikot der kanadischen Nationalmannschaft mit den Medaillengewinnen bei den Weltmeisterschaften 1985 und 1986.

## Karriere
Ledyard spielte während seiner Juniorenzeit zwischen 1979 und 1982 in der Manitoba Junior Hockey League und Western Hockey League. Da der Verteidiger nicht gedraftet wurde, sicherten sich im Sommer 1982 die New York Rangers aus der National Hockey League die Dienste Ledyards und setzten ihn bis 1984 zunächst in der Central Hockey League bei den Tulsa Oilers ein. Mit den Oilers gewann er im Frühjahr 1984 die Liga-Meisterschaft in Form des Adams Cup. Er selbst wurde als wertvollster Spieler der Playoffs mit der Max McNab Trophy ausgezeichnet, nachdem er bereits die Bob Gassoff Trophy für den am meisten verbesserten Verteidiger erhalten hatte.
Zur Saison 1984/85 stieg Ledyard schließlich in den NHL-Kader der Rangers auf, verbrachte aber auch Teile der Spielzeit in der American Hockey League bei den New Haven Nighthawks. Zur Spielzeit 1985/86 etablierte sich der Kanadier im Kader der Broadway Blueshirts, wurde jedoch im Dezember 1985 gemeinsam mit Torwart Roland Melanson an die Los Angeles Kings abgegeben. Diese erhielten im Gegenzug ein Viertrunden-Wahlrecht im NHL Entry Draft 1987 und Brian MacLellan. Es folgten bis zum März 1989 weitere Transfers zu den Washington Capitals und Buffalo Sabres. Den Sabres blieb der Verteidiger bis zum Ende der Saison 1992/93 treu. Anschließend zog es ihn als Free Agent für vier Jahre zu den Dallas Stars. Mit Beginn des Spieljahres 1997/98 folgten zahlreiche kurze Engagements bei den Vancouver Canucks, Boston Bruins und Ottawa Senators, die er nach Ende der Saison 1999/2000 verließ.
Anschließend dauerte er bis zum Januar 2001, ehe Ledyard in den Tampa Bay Lightning einen neuen Arbeitgeber fand. Für das Franchise aus Florida lief der Kanadier vorerst aber nur 14-mal auf, da ihn die Lightning für den Saisonrest an die Dallas Stars abgaben. Von dort kehrte er als Free Agent aber zur Saison 2001/02 zurück. Nach der Spielzeit gab er das Ende seiner aktiven Karriere bekannt, spielte aber die folgenden beiden Jahren noch sporadisch in der Ontario Hockey Association.
Ab 2005 verfolgte Ledyard eine Karriere als Trainer und Funktionär. Zwischen 2005 und 2007 arbeitete er zunächst als Assistenztrainer am Canisius College, gefolgt von einem zweijährigen Engagement als Cheftrainer der Buffalo Junior Sabres in der Ontario Junior Hockey League. In der Saison 2009/10 war der Kanadier als Director of Player Development seines Ex-Teams Buffalo Sabres tätig.

### International
Ledyard vertrat sein Heimatland bei den Weltmeisterschaften 1985 und 1986. Dabei gewann er 1985 eine Silber- und 1986 eine Bronzemedaille. Insgesamt bestritt er 13 Partien für die kanadische Nationalmannschaft, in denen er drei Assists und zehn Strafminuten verbuchte. Darüber hinaus nahm er mit dem Team Canada am Spengler Cup 2000 teil.

## Erfolge und Auszeichnungen
- 1984 Adams-Cup-Gewinn mit den Tulsa Oilers
- 1984 Max McNab Trophy[1]
- 1984 Bob Gassoff Trophy

### International
- 1985 Silbermedaille bei der Weltmeisterschaft
- 1986 Bronzemedaille bei der Weltmeisterschaft

## Karrierestatistik

### International
Vertrat Kanada bei:
- Weltmeisterschaft 1985
- Weltmeisterschaft 1986

(Legende zur Spielerstatistik: Sp oder GP = absolvierte Spiele; T oder G = erzielte Tore; V oder A = erzielte Assists; Pkt oder Pts = erzielte Scorerpunkte; SM oder PIM = erhaltene Strafminuten; +/− = Plus/Minus-Bilanz; PP = erzielte Überzahltore; SH = erzielte Unterzahltore; GW = erzielte Siegtore; 1 Play-downs/Relegation; Kursiv: Statistik nicht vollständig)